# جو موني (مغني)
جو موني (بالإنجليزية: Joe Mooney) هو عازف بيانو ومغني أمريكي، ولد في 14 مارس 1911 في باترسون في الولايات المتحدة، وتوفي في 12 مايو 1975 في فورت لودرديل في الولايات المتحدة بسبب سكتة.

## وصلات خارجية
- جو موني على موقع ميوزك برينز (الإنجليزية)
- جو موني على موقع أول ميوزيك (الإنجليزية)
- جو موني على موقع ديسكوغز (الإنجليزية)